# Oostmolen (Kasterlee)
De Oostmolen in Terlo in de Belgische gemeente Kasterlee is een vroegere korenmolen, die nu dienstdoet als vakantiewoning. Het was een grondzeiler en beltmolen. De huidige molen werd in 1875 om een houten achtkante bovenkruier uit 1801 gebouwd. De oorspronkelijke molen werd opgericht door Jan Baptist Der Kinderen, die hiervoor toestemming kreeg van het toenmalige departement Twee Neten. Vier jaar later voegde hij er een oliemolen aan toe. Tot 1845 werd hier beurtelings graan en schors gemalen, en daarna enkel graan. In 1875 kreeg de houten achtkant een stenen mantel. In juni 1929 raakte de molen zwaar beschadigd na een blikseminslag. Sinds 1957 is er niet meer professioneel gemalen. De Oostmolen is sinds 18 oktober 1943 een beschermd monument, en is niet toegankelijk voor bezoekers.

## 's molens molenaars en eigenaars
- 1801: Jan Baptist Der Kinderen
- 1823: Lambertus Vaes-Van Ballaer
- 1830: Van Der Beken-Pasteel
- 1848: Jan Janssens
- 1851: de molenaarsfamilie Diels
- 1961: Leo Snoeys-Van Dijck

## Technische gegevens
De molen heeft
- gelaste roedes van 24m, verder niet geïdentificeerd
- gedeeltelijk aanwezige inrichting
- gietijzeren molenas van Van Aerschot, Herentals
- vang met vangtrommel